# Зелёное (Кыргызстан)
Зелёное (кирг. Зеленое) — село в Сокулукском районе Чуйской области Кыргызстана. Входит в состав Джаны-Джерского айылного аймака.

## География
Село расположено в северной части области, на правом берегу реки Сасык-Суу, на расстоянии приблизительно 29 километров (по прямой) к северо-востоку от села Сокулук, административного центра района. Абсолютная высота — 584 метра над уровнем моря.

## Население
Согласно оценочным данным Национального статистического комитета Кыргызской Республики, численность населения села на начало 2023 года составляла 356 человек.
| год     | 2009 | 2014 | 2015 | 2020 | 2021 | 2023 |
| ------- | ---- | ---- | ---- | ---- | ---- | ---- |
| человек | 339  | 302  | 310  | 342  | 344  | 356  |